# Baureihe 119
Baureihe 119 – lokomotywa spalinowa produkowana w latach 1976–1985 przez rumuńskie zakłady FAUR dla kolei wschodnioniemieckich. Łącznie wyprodukowano 200 egzemplarzy. Lokomotywy te powstały z myślą o prowadzeniu pociągów osobowych na niezelektryfikowanych liniach kolejowych. Po zjednoczeniu Niemiec przejęto je przez Deutsche Bahn i nadano numer serii 219, a zmodyfikowanym – 229.

## Historia
Kolej wschodnioniemiecka (DR – Deutsche Reichsbahn) potrzebowała spalinowozów do prowadzenia pociągów pasażerskich na drugorzędnych liniach kolejowych, o nacisku osi do ok. 16 ton. W 1973 roku zdecydowano zamówić takie lokomotywy w Rumunii, w ramach współpracy państw socjalistycznych, gdyż spalinowozy kupowane w ZSRR miały zbyt duży nacisk osiowy. Umowa na 205 lokomotyw została podpisana w 1974 roku. Prototypowy spalinowóz został wyprodukowany w połowie 1976 roku, a pierwsze dwie maszyny dostarczono zamawiającemu do testów w 1977 roku. Lokomotywy zostały oznakowane jako seria (Baureihe) 119. Dostarczono je w dwóch seriach: numery od 001 do 116 miały kanciaste czoło i reflektor u góry, a 117 do 200 – obłe czoło i reflektor poniżej linii okien. W Niemczech były nazywane „U-Boot” (łódź podwodna) z powodu okrągłych okien po bokach, przypominających iluminatory. Spalinowozy były eksploatowane do prowadzenia ciężkich pociągów towarowych oraz pasażerskich na saksońskich górskich liniach kolejowych zamiast lokomotyw parowych. Ostatnia lokomotywa została wyprodukowana w czerwcu 1985 roku.
W 1992 roku część lokomotyw zmodernizowano w zakładach Krupp, montując silniki 12V396 TE14 o mocy łącznej 2760 kW. Zmodernizowane lokomotywy rozwijały prędkość konstrukcyjną do 140 km/h i otrzymały numer serii 229.
W 2004 koleje niemieckie miały jeszcze 5 lokomotyw, w lokomotywowni Erfurt. Kilka lokomotyw zachowano jako eksponaty zabytkowe.
W 2003 r. osiem lokomotyw (cztery sprawne i cztery na części) zostało sprzedanych do kopalni miedzi koło Warny w Bułgarii.